# Diane Foster
Diane Foster, född den 13 september 1928 i Vancouver, död den 4 januari 1999 i Oliver, var en kanadensisk friidrottare.
Foster blev, tillsammans med Viola Myers, Nancy MacKay och Pat Jones, olympisk bronsmedaljör på 4 x 100 meter vid sommarspelen 1948 i London.